# Rafael Martínez Berna
Rafael Martínez Berna és un empresari valencià, propietari del grup empresarial Grupo Vallalba (que integra les empreses filials Hormigones Martínez i Pavimentos del Suroeste) i president de la patronal alacantina COEPA fins a novembre de 2011, després de ser imputat en la branca valenciana del cas Gürtel i que el seu grup empresarial fóra multat per la Comissió Nacional de la Competència amb una sanció de 5 milions d'euros per haver-se posat d'acord amb altres empreses per a repartir-se contractes públics.
En l'actualitat està imputat a la branca valenciana del cas Gürtel pel presumpte delicte de finançament il·legal del PP valencià.

## Sanció de la Comissió Nacional de la Competència
El 6 de gener de 2014, l'Audiència Nacional ratifica les sancions de la Comissió Nacional de la Competència.

## Branca valenciana del cas Gürtel
El 25 de setembre de 2012, Rafael Martínez Berna declara com a imputat davant el jutge instructor de la branca valenciana del cas Gürtel, en la peça que investiga el presumpte finançament il·legal del PP valencià, per a justificar el pagament de 170.000 euros que el seu grup empresarial realitzà a Orange Market (empresa de la trama Gürtel).